# Вольде, Гунилла
Барбро Гунилла Вольде, урождённая Брорссон (швед. Barbro Gunilla Wolde; 15 июля 1939, Гётеборг — 15 апреля 2015, Эланд) — шведская писательница и книжный иллюстратор.

## Биография и творчество
Гунилла Вольде родилась в 1939 году в Гётеборге. Её родителями были Габриэль Брорссон, фермер и бывший моряк, и его жена Гуннель, медсестра и журналистка. Детство Гуниллы прошло на ферме в Рослагене. В 1955 году она поступила в Рекламную школу Берг (Berghs Reklamskola), а с 1961 по 1965 год училась в Школе искусств и ремёсел (Konstfack). После окончания учёбы она работала в качестве иллюстратора, в том числе детских книг.
В 1969 году вышли две её собственные иллюстрированные книги для детей: «Totte går ut» и «Totte badar». Впоследствии о том же персонаже — мальчике Тотте — она напишет ещё восемь книг. В 1974 году она начала новую серию для самых маленьких читателей, о девочке Эмме, в которой также вышло восемь книг. По словам писательницы, на создание образа Тотте её вдохновлял младший сын, тогда как Эмму она писала с самой себя в детском возрасте. В обеих сериях и последующих книгах писательницы нашли отражение идеи равенства полов и перераспределения традиционных гендерных ролей. Книги о Тотте и Эмме неоднократно переиздавались в Швеции, а также были переведены на 15 языков. В конце 1970-х и в 1980-х годах книги Гуниллы Вольде пользовались наибольшим спросом в детских библиотеках, после произведений Астрид Линдгрен и Эльсы Бесков.
После книг о Тотте и Эмме Гунилла Вольде создала другую серию детских книг — о лошадях. В некоторых из них она рассказывала о своих собственных лошадях, Твигги и Контессе. Кроме того, Вольде нередко иллюстрировала произведения других авторов.
Гунилла Вольде, вместе с мужем и тремя детьми, жила преимущественно в Стокгольме и Сёдертелье, а также в Энчёпинге, где она давала уроки верховой езды. В 2000-х годах она поселилась на острове Эланд и в 2015 году умерла в больнице в Кальмаре.